# (10299) 1988 VS3
1988 في أس 3 (ويعرف أيضًا باسم (10299) 1988 في أس 3 وفق تسمية الكوكب الصغير) (بالإنجليزية: 1988 VS3)‏ هو كويكب ضمن حزام الكويكبات؛ وترتيبه 10299 من حيث الاكتشاف.
اكتُشف هذا الجُرم الفلكي بواسطة Yoshiaki Oshima ‏ في 13 نوفمبر 1988.

## وصلات خارجية
- (10299) 1988 VS3 في قاعدة بيانات مختبر الدفع النفاث لأجرام النظام الشمسي الصغيرة

- الاكتشاف · مخطط المدار ·  العناصر المدارية · المعلمات المادية

- (10299) 1988 VS3 على موقع ويكي سكاي: DSS2, SDSS, GALEX, IRAS, Hydrogen α, X-Ray, Astrophoto, Sky Map, Articles and images